# Travellers Club

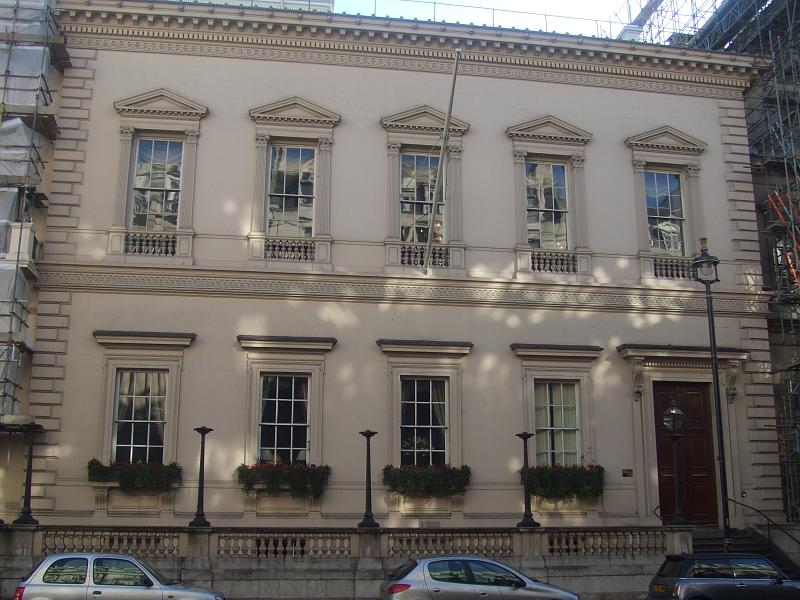
Exterior del Travellers Club, Londres

El Travellers Club es un club de caballeros localizado en el 106 de Pall Mall, Londres. Es el más antiguo de los clubes sobrevivientes de Pall Mall, fundado en 1819, siendo descrito por el Los Angeles Times como «la quintaesencia del club de caballeros inglés».

## Objetivo
El concepto original del club, de Lord Castlereagh y otros, se remonta a la conclusión de las Guerras Napoleónicas. Se preveía un club donde los caballeros que viajaran al extranjero pudieran reunirse y ofrecer hospitalidad a distinguidos visitantes extranjeros. Las normas originales de 1819 excluían a cualquier miembro «que no haya viajado fuera de las Islas británicas a una distancia, por lo menos, de quinientos kilómetros de Londres en línea recta». Los candidatos a miembros todavía tienen que esperar en una lista de cuatro de los países extranjeros que hayan visitado antes de ser considerados para la elección, aunque bajo las normas actuales cualquier viaje al extranjero es técnicamente suficiente.

## Miembros destacados
Entre sus miembros ha contado con reconocidos estadistas y exploradores:
- Primer ministro George Hamilton-Gordon, 4.º conde de Aberdeen.
- George Eden, 1.er conde de Auckland.
- Ministro de Hacienda Henry Petty-FitzMaurice, 3.er marqués de Lansdowne.
- Primer ministro Henry John Temple, 3.er vizconde Palmerston.
- Primer ministro George Canning.
- Arthur Wellesley, 1.er duque de Wellington.
- John Russell, 1.er conde Russell.
- Primer ministro Arthur Balfour.
- Primer ministro Stanley Baldwin.
- Primer ministro Alec Douglas-Home.
- Sir Francis Beaufort.
- Robert FitzRoy.
- Sir William Edward Parry.
- Sir Roderick Murchison.
- Sir Wilfred Thesiger.
- Anthony Powell.
- Edwin Bramall, barón Bramall.

Asimismo, han sido miembros honorarios los pertenecientes a la Familia Real Británica y otras familias reales.
- Datos: Q492221
- Multimedia: Travellers Club / Q492221